# Willy Alfaro
Willy Alfaro Carballo (Tupiza, 28 de septiembre de 1944) es un compositor y guitarrista boliviano de géneros musicales folclóricos como la cueca y la tonada.

## Biografía
Nació en la localidad de Tupiza, en el departamento de Potosí, el 28 de septiembre de 1944. Es compositor de un amplio repertorio de melodías de música folclórica de Bolivia y especialmente de ritmos tupiceños. Se dice que sus composiciones transmiten las vivencias de su tierra natal.
En la década de 1966 inició su carrera musical participando en el Festival Lauro de la Canción Boliviana, organizado por Laureano Rojas Alcócer. En esta primera incursión se presentó como compositor de letra y música de las cuecas "Mi quebrada" y "Corazón deshecho". En 1969 presentó en el mismo festival la letra y música de la cueca "Aires de tu orgullo" y la tonada "Rompe cantarito", siendo esta una tonada conocida principalmente por la interpretación de Humberto Leytón Armendia.
Además de músico, Alfaro es médico anestesiólogo.

## Trayectoria y reconocimientos
En 1970 grabó "Tonada para Remedios", una canción que define como costumbrista y religiosa y que tiene relación con la fiesta de Reyes que se festeja en la capilla de Villa de los Remedios en Tupiza. Según él, su inspiración provino de sus recuerdos de infancia por los rancheríos cercanos, cuando veía a los hombres llevando los productos de la tierra con ropa distintiva y mujeres con flores en el cabello en sus ancas. En 1971 recibió la “Medalla de Oro”, la “Plaqueta al Mejor Compositor” y el “Disco de Plata” por la cueca “Ya se fue mi golondrina”.
En 1999 recibió el reconocimiento a su arte por parte del Ministerio de Educación y Cultura, como “Artista Destacado”. El año 2013 el Ministerio de Culturas y Turismo, a través de la Dirección General de Promoción Cultural y Artística hizo entrega de la condecoración en la Categoría “Adela Zamudio”.
El 2014 la Fundación Cultural Alfredo Soliz Béjar y el Programa “Pentagrama del Recuerdo” le realizaron un homenaje de reconocimiento, invitándolo para la interpretación de sus éxitos, así como abriendo un espacio para que compartiera la fuente de inspiración de los mismos. El 2018 la Gobernación de Potosí realizó un acto de reconocimiento a su labor artística y musical por más de 65 años dedicados a la música y por ser autor de más de 100 canciones que forman parte del folclore potosino.

## Discografía
- Cumpa y Coplero
- La Voz de los niños
- Amigo Tiempo
- Paisanadas de Tupiza
- Una bonita historia
- Tonadas Tupiceñas
- Canciones Inolvidables, Vol. 1
- Willy Alfaro y Los Andariegos
- Canciones Inolvidables, Vol. 2
- Mi Escuelita